# Брук-Мюрццушлаг
Брук-Мюрццушлаг (нім. Bruck-Mürzzuschlag) — політичний округ Австрійської федеральної землі Штирія. Був утворений 1 січня 2013 року шляхом об'єднання округів Брук-Мур та Мюрццушлаг.

## Адміністративний поділ
Округ поділено на 19 громад (муніципалітетів):

### Міста
1. Брук-ан-дер-Мур
2. Капфенберг
3. Кіндберг
4. Маріацелль
5. Мюрццушляґ

### Ярмаркові містечка
1. Афленц-Курорт
2. Брайтенау-ам-Гохланч
3. Кріглах
4. Лангенванг
5. Нойберг-ан-дер-Мюрц
6. Санкт-Лоренцен-ім-Мюрцталь
7. Санкт-Марайн-ім-Мюрцталь
8. Терль
9. Турнау
10. Санкт-Барбара-ім-Мюрцталь

### Сільські громади
1. Пернегг-ан-дер-Мур
2. Шпіталь-ам-Земмерінг
3. Штанц-ім-Мюрцталь
4. Трагес-Санкт-Катарайн

Біля ярмаркового містечка Терль розташований замок Шахенштайн.

### До реформи 2014/2015
Міста
1. Брук-ан-дер-Мур
2. Капфенберг
3. Кіндберг
4. Маріацелль
5. Мюрццушлаг

Ярмаркові містечка
1. Афленц-Курорт
2. Брайтенау-ам-Гохланч
3. Кріглах
4. Лангенванг
5. Міттердорф-ім Мюрцталь
6. Нойберг-ан-дер-Мюрц
7. Оберайх
8. Санкт-Лоренцен-ім-Мюрцталь
9. Санкт-Марайн-ім-Мюрцталь
10. Терль
11. Турнау
12. Вайч

Сільські громади
1. Афленц-Ланд
2. Аллергайліген-ім Мюрцталь
3. Альтенберг-ан-дер-Рах
4. Етмісль
5. Фрауенберг
6. Ганц
7. Гусверк
8. Галльталь
9. Капеллен
10. Мюрцгофен
11. Мюрцштег
12. Паршлуг
13. Пернегг-ан-дер-Мур
14. Санкт-Ільген
15. Санкт-Катарайн-ан-дер-Ламінг
16. Санкт-Себаштьян
17. Шпіталь-ам-Земмерінг
18. Штанц-ім-Мюрцталь
19. Трагес
20. Вартберг-ім-Мюрцталь